# زولتان فارغا (لاعب كرة قدم)
زولتان فارغا (بالمجرية: Varga Zoltán)‏ هو لاعب كرة قدم مجري في مركز حراسة المرمى، ولد في 19 أغسطس 1977 في Jászberény ‏ في المجر. لعب مع Budapesti VSC ‏.